# Mai
Der Mai (von mittelhochdeutsch meie: der Monat ‚Mai‘, auch ‚Frühling‘) ist der fünfte Monat des Jahres im gregorianischen Kalender. Er hat 31 Tage.
Benannt ist dieser Monat – so die Zeugnisse einer Reihe lateinischer Autoren – nach der römischen Göttin Maia, welcher der Flamen Volcanalis am ersten Tag dieses Monats ein Opfer darbrachte. Das Zustandekommen der Gleichsetzung dieser – laut Gellius – altverehrten Göttin „Maia Vulcani“ (wohl als „Frau des Vulcanus“ zu denken) mit der Göttin Bona Dea und Terra – nach Macrobius – oder einer Plejade und der Mutter des Hermes/Mercurius ist unklar; doch gilt die etymologische Zuordnung zur Wortwurzel *mag (und damit zu Wachstum und Vermehrung) als sicher. Damit ist der mensis Maius in das ursprüngliche römische Bauernjahr eingeordnet. Einen lediglich lokal verehrten Gott „Maius, qui est Iuppiter“ kennt Macrobius. Zur Regierungszeit Kaiser Neros wurde der Monat in Claudius umbenannt, einer der Namen des Kaisers, der sich allerdings nicht durchsetzte. Unter Kaiser Commodus hieß der Monat dann Lucius, wiederum einer seiner Namen, auch diese Umbenennung wurde nach dem Tod des Kaisers wieder rückgängig gemacht.
Im vorjulianischen römischen Kalender war der Maius der dritte Monat, im julianischen Kalender der fünfte, jeweils mit 31 Tagen.

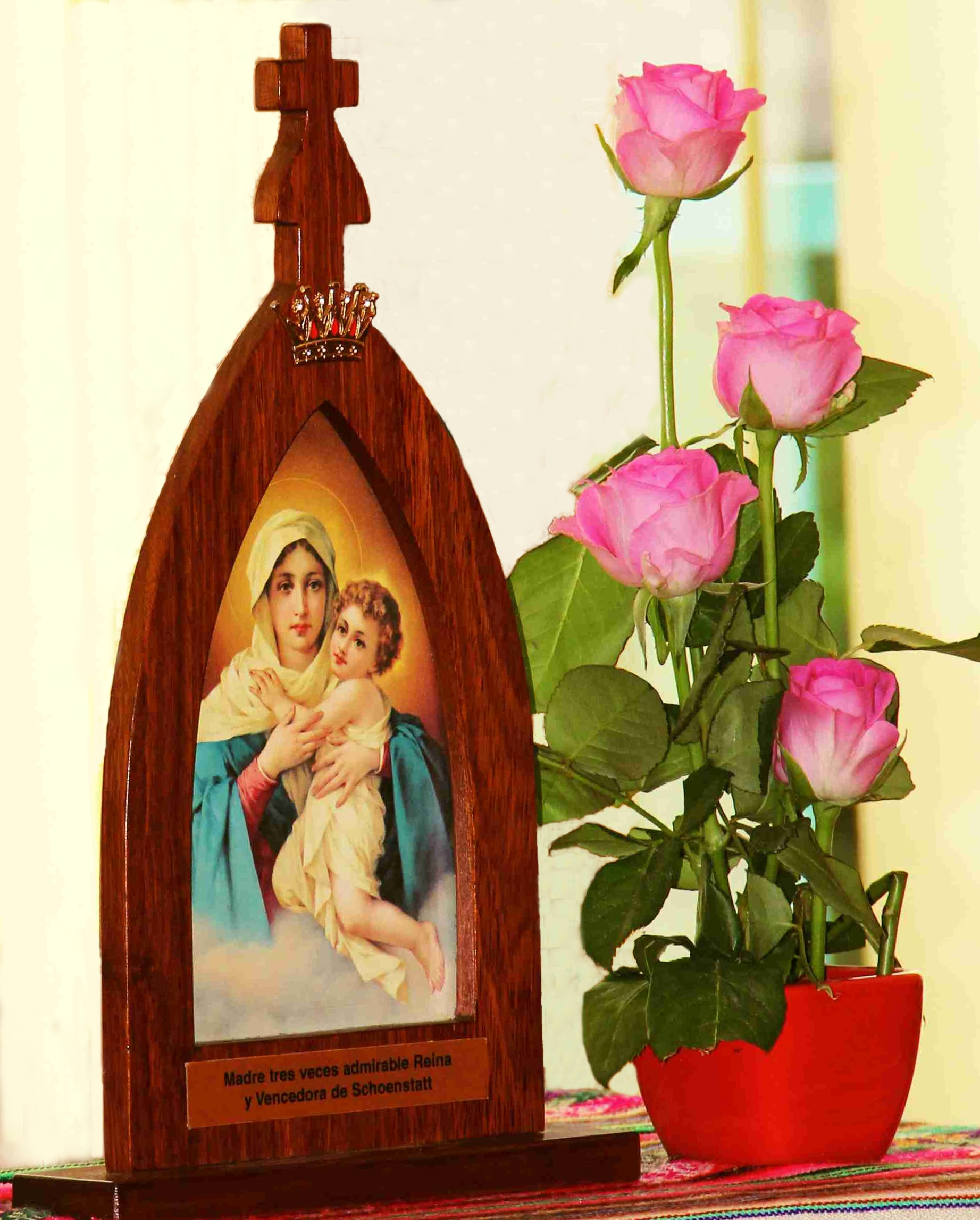
Maialtärchen zu Ehren Marias

Im katholischen Kirchenjahr ist der Mai besonders der Verehrung der Gottesmutter Maria gewidmet (Marienbrauchtum im Mai), weshalb er in diesem Umfeld auch als Marienmond bezeichnet wird.
Der Mai beginnt mit demselben Wochentag wie der Januar des Folgejahres, aber kein anderer Monat desselben Jahres beginnt mit demselben Wochentag wie der Mai.

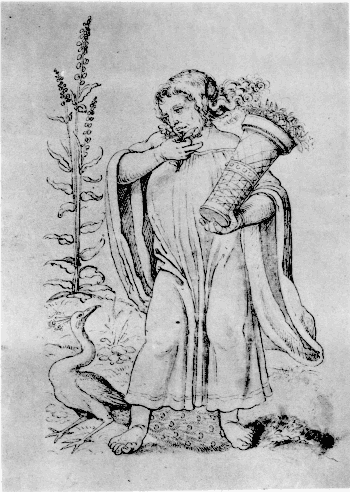
Der Monat Mai im Chronograph von 354 des spätantiken Kalligraphen Filocalus.

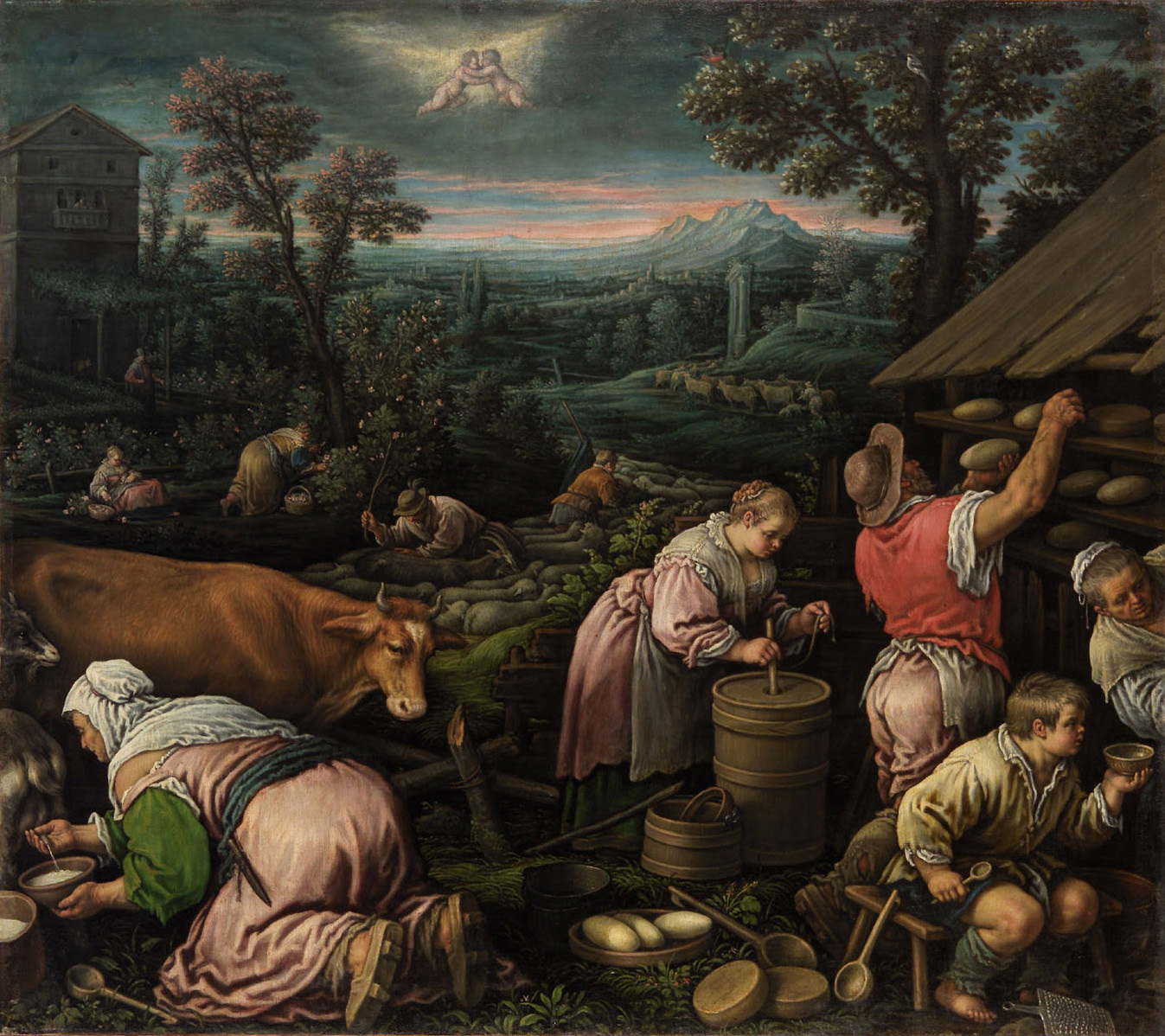
Mai, Leandro Bassano

Der erste Mai ist der internationale Feiertag (in Deutschland: gesetzlicher Feiertag) der Arbeiterbewegung. Am zweiten Sonntag im Mai ist in deutschsprachigen Ländern Muttertag.
Karl der Große führte im 8. Jahrhundert den Namen Wonnemond ein (eigentlich althochdeutsch „wunnimanot“ = Weidemonat), der darauf hinweist, dass man in diesem Monat das Vieh wieder auf die Weide treiben konnte. Mit „Wonne“ im heutigen Begriffszusammenhang hat der alte Monatsname also eigentlich nichts zu tun. Doch findet sich dieses Missverständnis schon zu Beginn der Neuzeit und des Neuhochdeutschen. Laut Deutsches Wörterbuch der Brüder Grimm s. v. WONNEMONAT erklärt Basilius Faber 1587 [sic!]: „maius, der may, a frondibus Carolus Magnus den wonnemonat, id est mensem amoenitatis olim nuncupavit“ („maius, der may, nach dem Laub benannte einst Karl der Große den wonnemonat, d. h. den Monat der Lieblichkeit“).
Ebenso erhielt der Mai die Bezeichnung Blumenmond wegen der Hauptblütezeit der meisten Pflanzen.
Nach alter Überlieferung darf man sich der zunehmenden Wärme erst nach den so genannten Eisheiligen vom 11. Mai bis zum 15. Mai (nach heutigem Kalender eine gute Woche später) sicher sein.
Etwa seit dem 13. Jahrhundert wird der Mai in Europa mit Maifeiern, -umgängen und -ritten gefeiert, in vielen Gegenden Deutschlands und Österreichs ist das Aufstellen oft imposanter Maibäume gewachsenes Brauchtum; länger schon existierten Feste wie Beltane oder Walpurgisnacht.

## Klima
Die höchste weltweite Monatsmitteltemperatur für einen Maimonat wurde im Jahr 2024 verzeichnet (Stand: Mai 2025).